# Samhällskunskap A
Samhällskunskap A (SH1201), var en kurs på gymnasieskolan i Sverige på 100 poäng. Kursen var en kärnämneskurs för alla program före Gy 2011.

## Kursinnehåll
- kunskap om demokratins framväxt och funktion samt kunna tillämpa ett demokratiskt arbetssätt
- ha förståelse om hur politiska, ekonomiska, geografiska och sociala förhållanden har format och ständigt påverkar såväl vårt eget samhälle som det internationella samhället
- ha kunskaper om det politiska systemets funktion på lokal, regional, nationell och EU-nivå
- kunna förstå hur man kan påverka politiska beslut på lokal, regional och nationell nivå, inom EU samt internationellt
- kunna formulera, förstå och reflektera över samhällsfrågor ur såväl historiska som framtida perspektiv
- kunna lägga etiska och miljömässiga perspektiv på olika samhällsfrågor
- kunskap om olika kunskapskällor och metoder vid arbetet med samhällsfrågor
- känna till hur åsikter och attityder uppstår samt vara medveten om hur värderingar och ställningstaganden formas